# Unione Sportiva Reggiolo
L'Unione Sportiva Reggiolo A.S.D., meglio nota come Reggiolo, è una società calcistica italiana con sede nella città di Reggiolo, in provincia di Reggio Emilia. Attualmente milita in Seconda Categoria, ottava divisione del campionato italiano di calcio.
Fondata nel 1956, ha disputato undici campionati nella massima serie dilettantistica nazionale.

## Cronistoria
== 